# Тинисхиди
Тинисхиди (груз. ტინისხიდი) — село в Грузии, на территории Горийского муниципалитета края (мхаре) Шида-Картли.

## География
Село находится в центральной части Грузии, на левом берегу Куры, вблизи места впадения в неё реки Большая Лиахви, у западной окраины города Гори. Абсолютная высота — 606 метров над уровнем моря.

## Население
По результатам официальной переписи населения 2014 года в Тинисхиди проживало 1795 человек (891 мужчина и 904 женщины). В национальной структуре населения грузины составляли 97,4 %, осетины — 0,9 %, азербайджанцы — 0,8 %.
| Год  | Население, человек |
| ---- | ------------------ |
| 2002 | 1863               |
| 2014 | ↘ 1795             |